# Vřesina (powiat Opawa)
Vřesina (niem. Wrzessin) – gmina w Czechach, w powiecie Opawa, w kraju morawsko-śląskim, w tzw. kraiku hulczyńskim. Według danych z dnia 1 stycznia 2012 liczyła 1501 mieszkańców.
Pierwsza wzmianka pisemna o wsi pochodzi w 1349 pod zniemczoną nazwą Brissein, kiedy to należała do księstwa raciborsko-opawskiego. Nazwa prawdopodobnie była pierwotnie słowiańską nazwą topograficzną (w której polski odpowiednik byłby typu Brzezin(k)a), ale została zniekształcona przez osadników niemieckich. W 1436 wzmiankowana pod obecną nazwą czeską Wrzesincze, następnie wtórnie forma Vřesin(k/a). Pod koniec wojny trzydziestoletniej całkowicie opustoszała. Miejscowość leży w tzw. ziemi hulczyńskiej, po wojnach śląskich należącej do Królestwa Prus (w powiecie raciborskim), w 1920 przyłączonym (wbrew woli mieszkańców, Morawców) do Czechosłowacji.